# Баткунска крепост
Останките от крепостта „Баткунион“ (или Баткунска крепост) се намират в северозападния край на село Паталеница (през 1955 г. селата Баткун и Паталеница са обединени). Крепостта датира от ранно-византийския период, доказателство за което са намерените в нея археологически предмети: оброчни плочи на тракийски конник, римски монети от ІV век и др.
Крепостта се е издигала по средата на северния склон на Къркарийския рид, на равен терен с лек наклон на североизток, и е имала изключително благоприятно стратегическо местоположение с откриваща се обширна панорама към низината. Простирала се е на площ от 22 декара и е имала формата на продълговат многоъгълник. Крепостните стени са били от ломени камъни, споени с червен хоросан, и са били широки 4.8 метра. Крепостта е имала и 4 кръгли охранителни кули.
По времето на разцвета си Баткун е било селище с уредба като гръцките градове и е имал храм на Аполон. Археологически разкопки са разкрили 2 черкви в рамките на крепостните стени, канали и водопроводна система, подземни входове и изходи от крепостта. До Баткун са открити и останките от светилището на Асклепий Земидренски.
През Средновековието Баткунската крепост (Баткунион) е бил най-големия град в региона (наричан във византийските хроники „Блестящ и богат“). През 1199 г. тук е станало сражение между българската войска, предвождана от болярина Иванко, и византийците, предвождани от Михаил Камица, при което българите удържат блестяща победа, а византийският пълководец е пленен.